# Valle de Neiba
De Valle de Neiba (gedeeltelijk samenvallend met de Hoya de Enriquillo) is een rivierdal in het zuidwesten van de Dominicaanse Republiek. De hoogte is overal lager dan 100 meter. Kleine delen liggen beneden de zeespiegel. Het land is voor het grootste deel kaal, met uitzondering van wat kleine struikenbossen.
In de vallei ligt de stad Neiba. Door de vallei stroomt de rivier Yaque del Sur. Op de Valle de Neiba liggen enkele zoutmeren, waaronder het Enriquillomeer.

## Hoya de Enriquillo
De Valle de Neiba valt deels samen met de geologische depressie Hoya de Enriquillo. Hierdoor worden beide benamingen vaak door elkaar gebruikt. In sommige bronnen wordt het hele gebied van de Baai van Neiba tot aan de Haïtiaanse grens dan als Valle de Neiba aangeduid. Deze gaat over de grens dan over in de Cul-de-Sac. In andere bronnen wordt een onderscheid gemaakt tussen beide gebieden. De grens wordt dan vaak gelegd bij de Lagune van Cabral.
- Virtual International Authority File: 271144783061095221359